# Kōji Kondō (calciatore)
Kōji Kondō (今藤 幸治?, Kondō Kōji; Prefettura di Aichi, 28 aprile 1972 – 17 aprile 2003) è stato un calciatore giapponese, di ruolo centrocampista.